# Feketefoltos fogasponty
A feketefoltos fogasponty (Valencia hispanica) a sugarasúszójú halak (Actinopterygii) osztályának fogaspontyalakúak (Cyprinodontiformes) rendjébe, ezen belül a Valenciidae családjába tartozó faj.

## Előfordulása
A feketefoltos fogasponty Kelet- és Dél-Spanyolország tengerparti vidékeinek álló- és lassú folyású vizeit és brakkvizeit kedveli. Ez a halfaj még előfordul Korfu szigetén és Albániában is.

## Megjelenése
A hím testhossza 6, a nőstény testhossza 8 centiméter. 29-32 nagy pikkelye van egy hosszanti sorban. Oldalvonala nincs.

## Életmódja
Szívós, igénytelen hal, elviseli azt is, ha a vízhőmérséklet valamivel 10 Celsius-fok alá süllyed. A felszín közelében úszkál, ahol apró gerinctelenekkel és növényi anyagokkal táplálkozik.

## Szaporodása
Április-júliusban ívik.